# Rogstjärn
Rogstjärn är en sjö i Härjedalens kommun i Härjedalen och ingår i Göta älvs huvudavrinningsområde. Sjön har en area på 0,08 kvadratkilometer och ligger 755,8 meter över havet. Rogstjärn ligger i Rogen Natura 2000-område. Vid provfiske har abborre, gädda och lake fångats i sjön.